# Christian Friedrich Rühs
Christian Friedrich Rühs (né le 1er mars 1781 à Greifswald et mort le 1er février 1820 à Florence en Italie) est un historien allemand spécialisé en histoire scandinave et germanique.

## Biographie
Son ouvrage principal est l'histoire de l'Allemagne ou Geschichte Schwedens, qu'il écrit de 1803 à 1814, mais il a aussi publié entre autres une collection de souvenirs du roi Gustave Adolphe de Suède ou Erinnerung an Adolphe Gustave (1806), une description de la Finlande et de sa population Finnland und seine Bewohner (1809) et des traductions des lettres et d'autres produits écrits par les membres de la famille royale suédois. Parmi ses autres publications doivent surtout être mentionnés Die Edda, einer Einleitung über nebst Nordische Poesie und Mythologie (1812) et Über den ursprung der isländischen poesie aus der angelsächsischen (1813).